# Spyridon Belokas
Spyridon Belokas, född 1878 i Aten, dödsår okänt, var en grekisk friidrottare. Han deltog i Olympiska sommarspelen 1896 i Aten.
Belokas var en av de 17 friidrottare som startade maratonloppet. Han slutade på tredje plats efter Spyridon Louis och Kharilaos Vasilakos, men senare blev han påkommen med att ha tagit sig igenom en bit av banan med hjälp av färdmedel. Belokas blev därigenom diskvalificerad och tredjeplatsen gick över till ungraren Gyula Kellner.